# Мусаелян, Саргис Григорьевич
Саргис Григорьевич Мусаелян (14 [26] ноября 1882, Чайкенд, Дашкесанский район — 14 августа 1920, Эривань) — большевик, деятель революционного коммунистического движения в восточной (российской) части Армении, один из лидеров так называемого Майского восстания 1920 года против властей Первой Республики Армения.

## Биография
Окончил учительскую семинарию в городе Гори, после чего в 1901—1915 годах преподавал в школах сёл Нухинского уезда, затем в Сабатло и позже в Горисе. В 1915 году, в ходе Первой мировой войны, был призван в русскую императорскую армию, воевал на Западном фронте. После начала Февральской революции 1917 года был выбран председателем ревкома полка, в котором служил; затем переехал в Гянджу и Баку. С конца 1918 года принимал участие в Гражданской войне на стороне большевиков, был назначен командиром бронепоезда в Баку, где участвовал в боях против интервентов. В феврале 1919 года был отправлен в Гюмри (Александрополь), где занял пост командира бронепоезда «Вардар Зоравар»; в рядах местных большевиков вёл организационную и агитационную работу среди солдат и железнодорожников. После начала в мае 1920 года в Гюмри восстания был избран членом революционного комитета Армении. Во время восстания по-прежнему командовал бронепоездом и, согласно оценке Армянской советской энциклопедии, «проявил большую волю и мужество». После поражения восстания вместе с другими его лидерами был расстрелян.

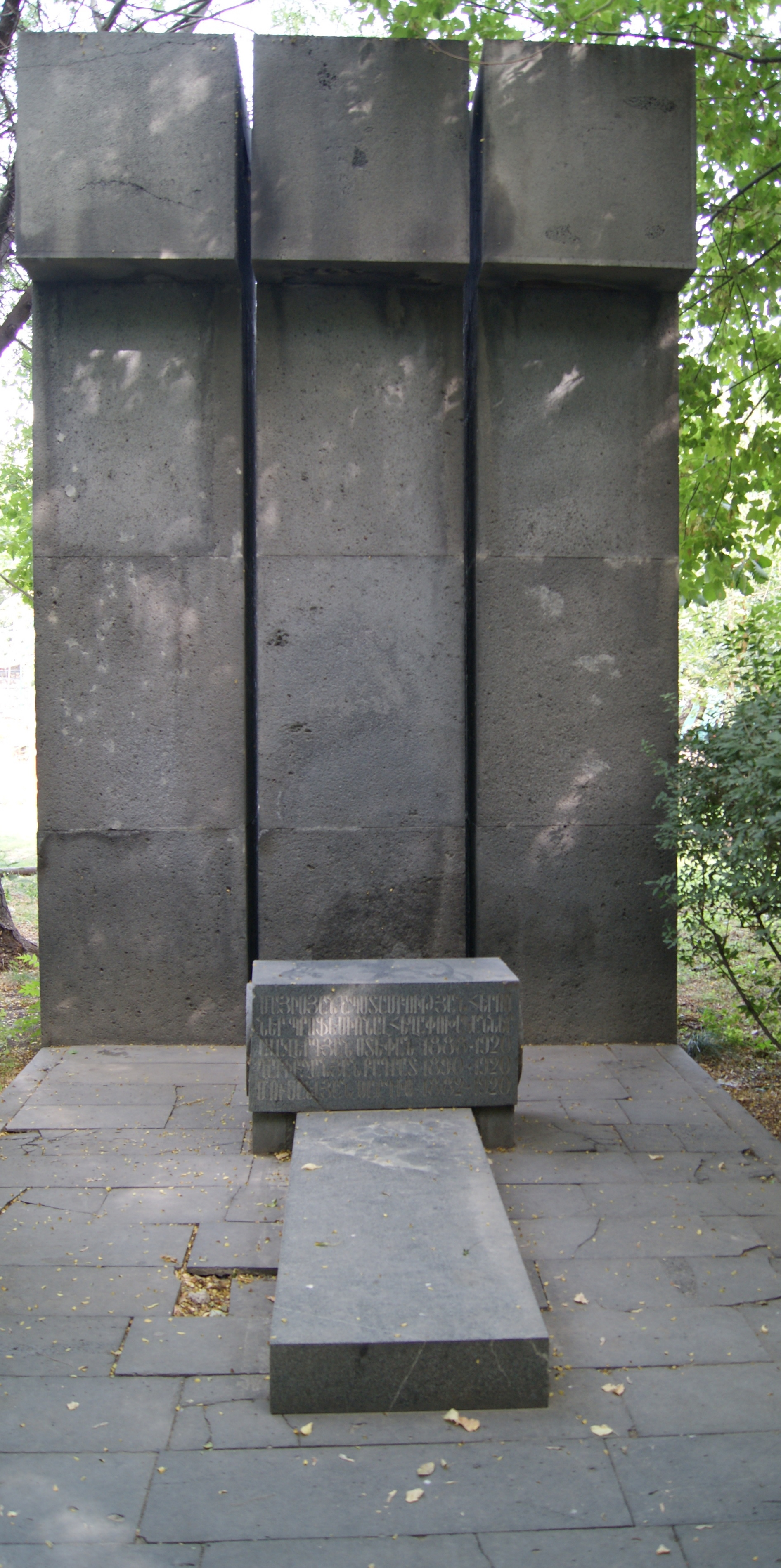
Могила революционеров (Степан Алавердян, Саргис Мусаелян, Баграт Гарибджанян)

Похоронен в Английском (Театральном) парке в Ереване.
В 1946 году село вблизи Гюмри, в котором Мусаелян был казнён, было переименовано в его честь.